# Tübach
Tübach is een gemeente en plaats in het Zwitserse kanton Sankt Gallen, en maakt deel uit van het district Rorschach.
Tübach telt 1119 inwoners.